# Chhattisgarh
Chhattisgarh  è uno Stato dell'India centrale (chhattisgarhi/hindi: छत्तीसगढ़).

## Geografia fisica
Lo stato di Chhattisgarh confina ad ovest con il Maharashtra, ad ovest e a nord-ovest con il Madhya Pradesh, a nord con l'Uttar Pradesh, a nord-est con il Jharkhand, ad est con l'Orissa ed a sud con l'Andhra Pradesh.
Il territorio nell'area meridionale è prevalentemente collinare e raggiunge i 1240 metri di altezza nel distretto di Dantewara. In quest'area scorre da ovest a est il fiume Indravati, un affluente del Godavari, che piegando verso sud segna parte del confine con il Maharashtra.
Nell'area centrale dello stato si estende una ampia pianura drenata dal fiume Mahanadi che riceve da nord l'Hasdo e da ovest il Seonath. Quest'area pianeggiante è delimitata a occidente dalla catena Maikala, che è parte della catena Satpura, ed a oriente dall'altopiano di Raipur.
A nord di questa pianura il territorio è nuovamente collinare essendo interessato dalla catena delle colline Satpura e dall'altopiano del Chota Nagpur. L'elevazione massima è di 1225 metri. In quest'area scorre verso nord il fiume Rihand, un affluente del Son. Il fiume Kanhar segna parte del confine settentrionale.

### Città
(Fonte: Censimento 2001)
| Città          | Popolazione |
| -------------- | ----------- |
| Raipur         | 605.131     |
| Bhilai Nagar   | 553.837     |
| Korba          | 315.695     |
| Bilaspur       | 265.178     |
| Durg           | 231.182     |
| Rajnandgaon    | 143.727     |
| Raigarh        | 110.987     |
| Chirmiri       | 91.312      |
| Bhilai Charoda | 87.170      |
| Dhamtari       | 82.099      |
| Jagdalpur      | 73.687      |
| Ambikapur      | 65.999      |
| Dalli-Rajhara  | 50.615      |
| Bhatapara      | 50.080      |

## Storia
L'area dell'attuale stato ha fatto parte del Madhya Pradesh quando questo è stato istituito nel 1950.
Lo stato di Chhattisgarh è stato istituito il primo novembre del 2000 quando 16 distretti sud-orientali del Madhya Pradesh di lingua chhattisgarhi si sono separati per dar vita all'attuale stato in attuazione del Madhya Pradesh Reorganization Act.

## Società

### Lingue e dialetti
Le lingue ufficiali dello stato sono la lingua hindi e la lingua chhattisgarhi.
La maggioranza della popolazione parla lo chhattisgarhi, che da alcuni studiosi è ritenuta un dialetto dell'hindi, da altri una lingua a sé stante.
Lo chhattisgarhi, come d'altronde l'hindi, usa come sistema di scrittura l'alfabeto devanagari.
Le minoranze linguistiche sono molto numerose, se ne contano 93.

## Guerra civile
Il Chhattisgarh è una delle aree dell'India più interessate dalla rivolta dei Naxaliti, in particolare nei distretti meridionali del Bastar e di Dantewada, dove la Guerra civile tra i ribelli e i miliziani di Mahendra Karma ha già fatto centinaia di vittime e migliaia di profughi.

## Geografia antropica

### Suddivisioni amministrative

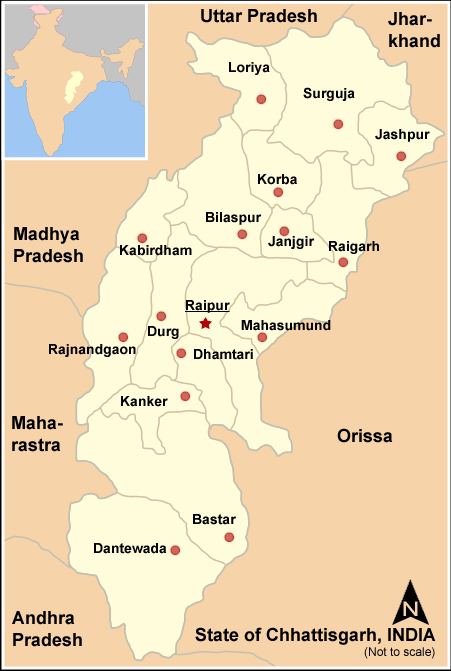
Mappa dello stato con i confini dei distretti

Lo stato di Chhattisgarh è diviso in 16 distretti. Il 31 marzo 2008 il governo del Chhattisgarh ha proposto la reintroduzione delle divisioni, già abolite nel 2002, ognuna delle quali raggruppa un certo numero di distretti. La divisione di Bastar comprende i distretti di Bastar, Bijapur, Dantewada, Kanker e Narayanpur; la divisione di Bilaspur comprende i distretti di Bilaspur, Janjgir-Champa, Korba e Raigarh; la divisione di Raipur i distretti di Dhamtari, Durg, Kawardha, Mahasamund, Raipur e Rajnandgaon; la divisione di Surguja i distretti di Jashpur, Korea e Surguja.. Il 14 aprile sono stati nominati i commissari: Shiv Kumar Tiwari per la divisione di Bilaspur, B. L. Agrawal per quella di Raipur, Ganesh Shankar Mishra per quella di Bastar e Manoj Pingua per quella di Surguja
|    | Distretto                | Capoluogo            | Superficie  |
| 1  | Bastar                   | Jagdalpur            | 8.755 km²   |
| 2  | Bilaspur                 | Bilaspur             | 6.376 km²   |
| 3  | Dantewada (South Bastar) | Dantewada            | 10.238 km²  |
| 4  | Dhamtari                 | Dhamtari             | 2.029 km²   |
| 5  | Durg                     | Durg                 | 8.701 km²   |
| 6  | Janjgir-Champa           | Naila Janjgir        | km²         |
| 7  | Jashpur                  | Jashpur Nagar        | 6.205 km²   |
| 8  | Kawardha (Kabirdham)     | Kawardha (Kabirdham) | 4.447 km²   |
| 9  | Kanker (North Bastar)    | Kanker               | 5.285 km²   |
| 10 | Korba                    | Korba                | km²         |
| 11 | Korea (Koriya)           | Baikunthpur          | 5.978 km²   |
| 12 | Mahasamund               | Mahasamund           | 3.902 km²   |
| 13 | Raigarh                  | Raigarh              | 6.836 km²   |
| 14 | Raipur                   | Raipur               | km²         |
| 15 | Rajnandgaon              | Rajnandgaon          | 6.396 km²   |
| 16 | Surguja                  | Ambikapur            | 16.359 km²  |
|    | Chhattisgarh             | Raipur               | 135.194 km² |

5 Divisioni e 27 Distretti dal 2012.